# Atrichum contortum
Atrichum contortum là một loài rêu trong họ Polytrichaceae. Loài này được (Menzies ex Brid.) Kindb. mô tả khoa học đầu tiên năm 1888.